# Vadul Siret, Adâncata
Vadul Siret, întâlnit și sub forma Vadu Siret (în ucraineană Вадул-Сірет, transliterat Vadul-Siret) este o stație de cale ferată aflată în raionul Adâncata din regiunea Cernăuți (Ucraina), aflată pe teritoriul comunei Cerepcăuți (de care aparține administrativ).
Stația se află la o altitudine de 309 metri, în partea de sus a raionului Adâncata.
Aici se află două puncte de trecere a frontierei între Ucraina și România : 
- Vadul Siret - Vicșani - punct internațional de trecere feroviar
- Vadul Siret - Vicșani - punct de trecere simplificată cu specific feroviar și pietonal, asigurând respectarea prevederilor tratatelor, acordurilor, convențiilor și protocoalelor de frontieră încheiate cu Republica Ucraina și a celor internaționale la care România este parte, cu privire la tranzitul mărfurilor peste frontiera cu Ucraina

Pe aici trec trenurile internaționale București - Vadul Siret.